# 克拉拉維爾 (加利福尼亞州)
克拉拉維爾（英語：Claraville）是位於美國加利福尼亞州克恩縣的一個非建制地區。該地的面積和人口皆未知。

## 地理
克拉拉維爾的座標為35°26′32″N 118°19′46″W / 35.44222°N 118.32944°W，而該地的平均海拔高度為1921米（即6302英尺）。